# Livro ilustrado

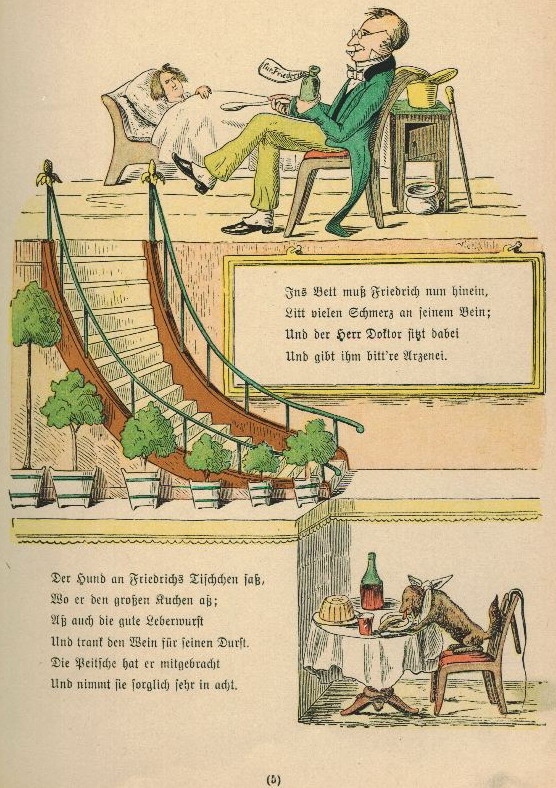
Página do livro Struwwelpeter, obra de Heinrich Hoffmann e um dos primeiros livros que contém o estilo que os livros ilustrados atuais ainda mantêm.

Um livro ilustrado combina narrativas visuais e verbais no formato de livro. Qualquer livro que junte o formato narrativo com imagens pode ser considerado um livro ilustrado; Kiefer (2010) afirma: "Nos melhores livros ilustrados, as ilustrações são tanto uma parte da experiência com o livro quanto o texto escrito". Segundo Hunt (2014), o livro ilustrado não é a mesma coisa que um livro que contém ilustrações, embora "distinção [seja], em grande parte, organizacional. Porém se lembrarmos que a ilustração altera a maneira como lemos o texto verbal, isso se aplica ainda mais ao livro-ilustrado [sic]".
Orbis Pictus, do escritor checo Comenius, é o mais antigo livro ilustrado voltado especificamente para crianças, sendo uma espécie de enciclopédia infantil ilustrada através de xilogravura. O primeiro livro ilustrado produzido em língua inglesa foi A Little Pretty Pocket-Book, lançado em 1744 e escrito por John Newbery. O livro alemão Struwwelpeter, obra de Heinrich Hoffmann publicada em 1845, marca o início do design moderno dos livros ilustrados. Segundo Metcalf (1996 apud CHALOU, 2007, p. 24), os traços ainda usados contemporaneamente se revelam "através da sua combinação de imagem e texto" e de sua "mistura de popular e pedagógico".

## Gênero
O gênero de livros ilustrados é único por causa da relação complementar entre texto e arte. Os livros ilustrados existem desde 1658, quando o primeiro livro ilustrado especificamente para crianças, Orbis Sensualium Pictus, foi impresso. O gênero continua a ser popular hoje. Enquanto alguns livros ilustrados são escritos e ilustrados pela mesma pessoa, outros são colaborações entre um autor e um ilustrador. Essas colaborações dão poder igual a ambos e permitem que cada um traga sua própria criatividade para o livro. Ilustrações de livros infantis podem conduzir o enredo ou dar vida ao enredo. Os editores de livros ilustrados muitas vezes procuram cuidadosamente um ilustrador que corresponda ao estilo do texto, enquanto ainda adicionam seu próprio valor artístico ao livro. Deve haver respeito mútuo entre um autor e um ilustrador na criação de um livro ilustrado de sucesso.

## Pedagogia
Os livros ilustrados podem servir como importantes ferramentas de aprendizagem para crianças pequenas. Eles são frequentemente usados tanto na sala de aula quanto em casa para ajudar as crianças a desenvolver habilidades de linguagem e criatividade. Um estudo de psicologia mostrou que os livros ilustrados sem imagens demonstraram melhorar as habilidades de contar histórias das crianças e aumentar seu engajamento nos livros. Além disso, os livros ilustrados infantis podem ajudar as crianças a lidar com questões filosóficas e conceitos de vida. Por exemplo, o livro ilustrado de Mac Barnett e Carson Ellis, What is Love? serve não apenas como entretenimento para as crianças, mas como uma introdução a questões importantes da vida sobre amor e empatia. Um estudo na Austrália descobriu que a leitura de livros ilustrados pós-modernos levou a melhores habilidades de análise de texto para os alunos. Os livros ilustrados também podem melhorar o vocabulário descritivo das crianças pequenas e os comportamentos de leitura e desenho em casa. O elemento de arte dos livros ilustrados ajuda no desenvolvimento da criatividade e no envolvimento com os livros. Os livros ilustrados não só podem ajudar as crianças a desenvolver a literacia e as competências criativas, mas também podem ajudar as crianças a desenvolver o pensamento lógico e as competências matemáticas. Histórias baseadas em matemática podem ajudar as crianças a conceituar conceitos matemáticos e desenvolver habilidades linguísticas para discutir matemática.

## Tecnologia e livros infantis
Com as rápidas mudanças tecnológicas, as crianças têm mais opções no formato de leitura. Os livros impressos não são mais a única escolha; muitos já estão disponíveis em versões digitais. O uso de dispositivos digitais está aumentando no ambiente doméstico e escolar. Comparar livros impressos digitais e tradicionais tornou-se um tópico popular. A Universidade da Califórnia realizou um estudo e revelou as diferenças no formato do livro e como elas afetam o aprendizado das crianças.
As crianças que participaram deste estudo foram aleatoriamente designadas para ler o mesmo livro em diferentes formatos: eBook ou Print book. Experiências de leitura e resultados foram então acessados. O estudo descobriu que as crianças são mais sustentadas visualmente com eBooks, mas menos propensas a se lembrar da sequência da história. No entanto, não houve diferenças no engajamento comportamental. Há uma pequena diferença em lembrar a história. As crianças se lembram muito mais da história quando uma pessoa a lê do que em um tablet.  Na conclusão deste estudo, as crianças têm igualmente atenção, vocal e envolvimento emocional em ambas as plataformas. Eles se lembram mais sobre a sequência da história ao ler um livro impresso. Comparativamente, as crianças falam mais sobre o dispositivo quando leem em um tablet, independentemente da experiência anterior com leitura digital.

Este estudo mostra algumas diferenças quando as crianças leem em plataformas diferentes. No entanto, as diferenças de formato não afetam fortemente a experiência de leitura das crianças quando os conteúdos são os mesmos.